# Carlo Furno
Carlo Furno (Bairo, 2 de dezembro de 1921 – Roma, 9 de dezembro de 2015) foi um cardeal italiano, arcipreste emérito da Basílica de Santa Maria Maior e Grão-Mestre emérito da Ordem Equestre do Santo Sepulcro de Jerusalém. Foi núncio apostólico em vários países, inclusive o Brasil.

## Biografia
Carlo Furno era filho de Giuseppe Furno e Maria Bardesono. Estudou no Seminário de Ivrea (filosofia e teologia); na Faculdade Teológica, Ateneu Salesiano Crocetto, Turim, 1948-1949; no Pontifício Seminário Romano de Roma (doutorado in utroque iure, direito canônico e civil, 1953); e na Pontifícia Academia Eclesiástica, Roma, 1951-1953 (diplomacia).
Ordenado ao sacerdócio em 25 de junho de 1944, em Ivrea. Vigário na paróquia de Ozegna, Turim, 1944-1947. Estudos posteriores, Turim e Roma, 1947-1953. Adido e secretário na nunciatura na Colômbia, 1953-1957; na nunciatura no Equador, 1954-1957. Camareiro supranumerário privado, 24 de junho de 1954. Secretário da delegação apostólica em Jerusalém, 1957-1962. Trabalho na primeira seção da Secretaria de Estado do Vaticano, 1962-1973. Prelado de honra de Sua Santidade, 29 de junho de 1966. Membro do corpo docente da Pontifícia Academia Eclesiástica, 1966-1973.
Sob o Papa Paulo VI, eleito arcebispo titular de Abari e nomeado núncio no Peru, em 1º de agosto de 1973. Consagrado em 16 de setembro de 1973, em Aglié, pelo cardeal Paolo Bertoli, coadjuvado por Agostino Casaroli, arcebispo titular de Cartago, e por Luigi Bettazzi, bispo de Ivrea.
Sob o Papa João Paulo II, Furno serviu como Núncio apostólico em mais três países: no Líbano, a partir de 25 de novembro de 1978; no Brasil, a partir de 21 de agosto de 1982; na Itália, a partir de 15 de abril de 1992.
Foi criado Cardeal-diácono de San Cuore di Cristo Re, no consistório de 26 de novembro de 1994, por João Paulo II. Enviado especial papal às cerimônias de encerramento do primeiro centenário da evangelização da República Centro-Africana, 8 de janeiro de 1995. Nomeado Grão-Mestre da Ordem Equestre do Santo Sepulcro de Jerusalém em 16 de dezembro de 1995. Enviado especial do Papa à celebração do 10º aniversário do Encontro Eclesiástico Nacional Cubano, Havana, 21 a 25 de fevereiro de 1996. Delegado Pontifício à Basílica Patriarcal de São Francisco de Assis, 23 de maio de 1996. Enviado Papal Especial ao XIII Congresso Eucarístico Nacional, Vitória, 7 a 14 de julho, 1996. Arcipreste da basílica patriarcal da Libéria, Roma, 29 de setembro de 1997. Deixou o cargo de delegado pontifício, 5 de novembro de 1998. Legado papal para o fechamento da Porta Santa na basílica da Libéria, 5 de janeiro de 2001.
Cardeal Furno perdeu o direito de participar de futuros conclaves ao completar oitenta anos, 2 de dezembro de 2001. Renunciou ao cargo de arcipreste, em 27 de maio de 2004. Optou pela ordem dos cardeais-presbíteros e sua diaconia foi elevada pro illa vice ao título, em 24 de fevereiro de 2005. Em 28 de março de 2006, o Papa Bento XVI aceitou seu pedido de transferência para o título de Santo Onofre. Tomou posse do título na quarta-feira, 10 de maio de 2006. Em 27 de junho de 2007, o papa aceitou sua renúncia por motivos de idade ao cargo de grão-mestre da Ordem Equestre do Santo Sepulcro de Jerusalém.
Carlo Furno faleceu em 9 de dezembro de 2015, às 21h10, na Policlínica Agostino Gemelli, Roma, onde se recuperava de uma queda. Foi sepultado na Basílica de Santa Maria Maior, em Roma.

## Honras
- 1994 - Cavaleiro da Grã-Cruz da Ordem do Mérito da República Italiana[4]
- 1996 - Cidadão honorário de Miechów[2]
- 2000 - Cidadão Honorário do Município de Sansepolcro[5]
- 2011 - Cidadão honorário de Agliè[3]